# Kaliána (jezična porodica)
Calianan je porodica indijanskih jezika iz Venezuele koja obuhvaća tek jedan jezik (kaliana [spc)] kojime su služe Kaliána ili Sapé Indijanci (Kariana, Kaliána, Caliana, Chirichano) s rijeka Paragua i Caroni, gdje još žive u svega tri sela. Migliazza navodi da ih je 1977. preostalo tek 25, od kojih tek 5 govori materinskim jezikom. 
Otkrio ih je Koch-Griinberg 1913. i prikupio manji vokabular koji ne pokazuje nikakve sličnosti ni s jednim drugim jezikom, pa je dobio neovisan status. Greenberg ovu porodicu klasificira Velikoj porodici Macro-Tucanoan, no danas se vodi i kao dio porodice Arutani-Sape ili se drže samostalnima. Mnogi se žene s Arecuna, Auaké (Arutani) i Ninam Indijancima.

## Vanjske poveznice
- Sub-tronco Kaliánan